# Phyllanthus koghiensis
Phyllanthus koghiensis är en emblikaväxtart som beskrevs av André Guillaumin. Phyllanthus koghiensis ingår i släktet Phyllanthus och familjen emblikaväxter. Inga underarter finns listade i Catalogue of Life.